# Premio Tom Stoppard
El Premio Tom Stoppard (en checo: Cena Toma Stopparda) es un premio literario otorgado anualmente por la Fundación Carta 77 por un trabajo destacado, principalmente de no ficción, de un escritor de origen checo. Se estableció en 1983 y se entregó el premio por primera vez en 1984 a Eva Kantůrková por Přítelkyně z domu smutku (publicado en inglés como My Companions in the Bleak House). El premio lleva el nombre de y está financiado por el dramaturgo británico de origen checo Tom Stoppard. Los últimos años, el premio se ha concedido en la residencia oficial del alcalde de Praga.

## Galardonados
| Año  | Galardonado                       | Obras                                                                 | Notas                  |
| ---- | --------------------------------- | --------------------------------------------------------------------- | ---------------------- |
| 1984 | Eva Kantůrková                    | Přítelkyně z domu smutku                                              | [ 5 ] [ 6 ]            |
| 1984 | Zdeněk Urbánek                    | Popaměti                                                              | [ 7 ]                  |
| 1985 | Ivan Martin Jirous                | Magorovy labutí písně                                                 | [ 8 ]                  |
| 1985 | Milan Jungmann                    | Cesty a rozcestí                                                      | [ 7 ] [ 9 ] [ nota 2 ] |
| 1986 | Bohumila Grögerová y Josef Hiršal | Let let                                                               | [ 7 ]                  |
| 1987 | Milan Uhde                        | Pán plamínků                                                          | [ 10 ]                 |
| 1988 | Jáchym Topol                      | Miluju tě k zbláznění                                                 | [ 11 ] [ 12 ]          |
| 1989 | Zbyněk Hejda                      | Blízkosti smrti                                                       | [ 7 ]                  |
| 1990 | Sin premios                       | [ 7 ] [ nota 3 ]                                                      |                        |
| 1991 | Jiří Kratochvil                   | Medvědí román                                                         | [ 13 ]                 |
| 1992 | Sin premios                       | [ 7 ] [ nota 4 ]                                                      |                        |
| 1993 | Jan Lopatka                       | Předpoklady tvorby y Radiojournál v ko(s)mickém věku                  | [ 7 ]                  |
| 1994 | Jiří Olič                         | Čtení o Jakubu Demlovi                                                | [ 7 ]                  |
| 1995 | Jiří Kovtun\|                     | Tajuplná vražda. Případ Leopolda Hilsnera                             | [ 7 ]                  |
| 1996 | Sergej Machonin                   | Příběh se závorkami. Alternativy                                      | [ 7 ]                  |
| 1997 | Jolana Poláková                   | Perspektiva naděje                                                    | [ 7 ]                  |
| 1998 | Jiří Pechar                       | Por traducción y crítica literaria                                    | [ 7 ]                  |
| 1999 | Jana Červenková                   | Kurs potápění                                                         | [ 7 ]                  |
| 2000 | Karel Kosík                       | Předpotopní úvahy                                                     | [ 14 ]                 |
| 2001 | Pavel Kosatík                     | Ferdinand Peroutka, Pozdější život (1938-1978)                        | [ 7 ]                  |
| 2002 | Jiří Opelík                       | Milované řemeslo                                                      | [ 7 ]                  |
| 2003 | Martin Hilský                     | Traducciones y ensayos sobre la persona y obra de William Shakespeare | [ 15 ] [ 7 ]           |
| 2004 | Václav Jamek                      | Duch v plné práci                                                     | [ 16 ] [ 17 ]          |
| 2005 | Václav Cílek                      | Makom, kniha míst y Krajiny vnitřní a vnější                          | [ 18 ]                 |
| 2006 | Stanislav Komárek                 | Leprosárium                                                           | [ 19 ]                 |
| 2007 | Přemysl Rut                       | Pan Když a slečna Kdyby                                               | [ 7 ]                  |
| 2008 | Zdeněk Neubauer                   | O počátku, cestě a znamení časů                                       | [ 7 ]                  |
| 2009 | Lubomír Martínek                  | Mýtus o Lynkeovi                                                      | [ 20 ]                 |
| 2009 | Erik Tabery                       | Vládneme, nerušit'                                                    | [ 7 ]                  |
| 2010 | Petr Rezek                        | Architektonika a protoarchitektura                                    | [ 21 ]                 |
| 2011 | Věra Linhartová                   | Soustředné kruhy                                                      | [ 2 ]                  |
| 2012 | Martin C. Putna                   | Václav Havel: duchovní portrét v rámu české kultury 20. století       | [ 22 ] [ 23 ]          |
| 2013 | Jan Vladislav                     | Otevřený deník                                                        | [ 7 ]                  |
| 2014 | Patrik Ouředník                   | Svobodný prostor jazyka                                               | [ 24 ]                 |
| 2015 | A. J. Liehm                       | Názory tak řečeného Dalimila                                          | [ 7 ]                  |
| 2016 | Petr Holman                       | Březiniana II                                                         | [ 25 ]                 |
| 2017 | Sylvie Richterová                 | Eseje o české literatuře                                              | [ 3 ]                  |
| 2018 |                                   |                                                                       |                        |